# Дрібниці (фільм)
«Дрібниці» (англ. The Little Things) — американський кримінальний трилер, знятий Джоном Лі Генкоком за власним сценарієм. У головних ролях: Дензел Вашингтон, Рамі Малек і Джаред Лето.
Реліз фільму в США відбувся 29 січня 2021 року компанією Warner Bros. Pictures, в Україні - 4 лютого 2021.

## Сюжет
В жовтні 1990 року дівчину, яка їде по шосе, переслідує автомобіліст. Вона заїздить на заправку, на яку приїздить і її переслідувач. АЗС закрита, і дівчина змушена бігти через пустелю. Їй вдається привернути увагу водія вантажівки, який проїздив повз, і врятуватися.
Через деякий час в Бейкерсфілді, округ Керн, помічника шерифа Джо «Діка» Дікона відправляють в Департамент шерифа округу Лос-Анджелес для збору доказів, які стосуються недавнього вбивства. Дікон, колишній детектив цього департаменту, супроводжує недавно призначеного головного детектива Джиммі Бакстера на місце нового вбивства в Лос-Анджелесі. Дікон зауважує подібність між способом здійснення цього вбивства і старого серійного вбийства, яке він не зміг розкрити.
Тієї ж ночі за жінкою на ім’я Ронда Ретбан під час пробіжки їде машина; наступного ранку виявляється, що Ронда зникла безвісти. Бакстер дізнається від капітана Департаменту Ферріса, що Дікон розлучився і переніс серцевий напад через свою одержимість нерозкритою справою. Ферріс рекомендує не залучати його до розслідування, але Дікон бере відпустку, аби допомогти розкрити справу Бакстера.
Наступної ночі поліція знаходить тіло іншої жертви, яке сплило під мостом. Бакстер дізнається, що почерк збігається з попереднім вбивством і більш ранніми вбивствами: всі жертви — повії, яких зарізали ножем. Дікон починає розслідування, яке стосується Альберта Спарми, підозрюваного, який працює в ремонтній майстерні, неподалік від місць здійснення злочинів. Дікон слідкує за Спармою і в результаті приводить Спарму на допит. Спарма зізнається, що є фанатом кримінальної хроніки. Він насміхається над детективами і провокує Дікона, який нападає на нього.
Через два дні розслідування справи планується передати ФБР, тому в Дікона і Бакстера мало часу. Ферріс повідомляє Бакстеру, що вісім років тому Спарма зізнався у вбивстві, яке він не міг здійснити, оскільки в той час знаходився за п’ятнадцять кілометрів від нього, і, таким чином, є ненадійним підозрюваним. Дікон потрапляє в квартиру Спарми і проводить незаконний обшук, але не знаходить нічого компрометуючого. Несподівано вмикається поліційна рація, і Дікон спішно залишає дім Спарми після того, як останній повідомив в поліцію про начебто пораненого офіцера за цією адресою. Прибуває поліція, і Бакстер бачить Спарму, який спостерігає за тим, що відбувається. Після невдалого обшуку квартири Спарми, наступної ночі двоє детективів слідкують за Спармою, який відвідує стриптиз-клуб. Бакстер самотужки нападає на Спарму, і вимагає повідомити місцезнаходження Ретбан. Спарма пропонує відвезти його туди, де він начебто заховав тіло дівчини, і Бакстер погоджується, у той час як Дікон їде за ними.
Спарма привозить Бакстера у віддалений район пустелі і каже йому викопати декілька ям, після чого зізнається, що нікого ніколи не вбивав. Бакстер не вірить Спармі і продовжує копати. Спарма починає знущатися з нього, і Бакстер вбиває його, в пориві гніву вдаривши Спарму лопатою по голові. Прибуває Дікон; у флешбеках показується, як він випадково застрелив одну із дівчат, яка вижила, в його останній справі про вбивства, і що Ферріс і Даніган, коронер, допомогли приховати це. Дікон каже Бакстеру закопати Спарму в пустелі. Дікон проводить ніч, збираючи всі речі в квартирі Спарми, а також позбувається його автомобіля. Наступного ранку він повертається в пустелю, де виявляє, що Бакстер не закопав Спарму, і як і раніше намагається знайти жертву. Бакстер переконаний, що Спарма — вбивця, і сподівається очистити свою совість і закрити справу. Дікон радить йому забути про цю справу, інакше вона буде переслідувати його все життя.
Пізніше Бакстер, який відпочиває в себе дома, отримує від Дікона конверт, в якому знаходиться червона шпилька, подібна до тієї, що належала викраденій Ронді Ретбан. Повернувшись в округ Керн, Дікон спалює все, що він зібрав в квартирі, а також нову упаковку шпильок, в якій відсутня шпилька червоного кольору.

## В ролях
- Дензел Вашингтон — Джо «Дік» Дікон, помічник шерифа округу Керн
- Рамі Малек — детектив Департаменту шерифа округу Лос-Анджелес Джиммі Бакстер
- Джаред Лето — Альберт Спарма
- Кріс Бауер — детектив Саль Різолі
- Майкл Хайатт — Фло Даніган
- Террі Кінні — капітан Департаменту шерифа округу Лос-Анджелес Карл Ферріс
- Наталі Моралес — детектив Джеймі Естрада
- Софія Васильєва — Тіна Сальваторе
- Джейсон Джеймс Ріхтер — детектив Вільямс
- Майя Казан — Ронда Ретбан

## Український Дубляж
- Студія: Постмодерн[2]
- Режисерка дублювання: Людмила Петриченко
- Перекладачка: Ольга Переходченко
- Координатор проекту: Олександра Небогатікова

Ролі дублювали:
- Джо - Володимир Кокотунов
- Джим - Олександр Погребняк
- Альберт - Андрій Твердак
- Сел Різолі - Матвій Ніколаєв
- Тіна - Вікторія Левченко
- Ферріс - Максим Кондратюк
- Фло - Наталія Ярошенко
- Джеймі - Антоніна Хижняк
- Марша - Олена Узлюк
- Роджерс - Андрій Мостренко
- Хлоя - Валерія Мялковська
- Дженніфер - Ксенія Лук'яненко
- Генрі Девіс - Євген Пашин
- Бернс - Євген Сінчуков

А також: Петро Сова, Павло Голов, Аліса Балан, Роман Солошенко, Катерина Башкіна-Зленко, В'ячеслав Дудко

## Виробництво
У березні 2019 року стало відомо, що Дензел Вашингтон візьме участь у фільмі, а Джон Лі Хенкок виступить режисером. У серпні Джаред Лето вступив у переговори, щоб виконати роль серійного кілера.

### Зйомки
Знімальний період почався 2 вересня 2019 року в Лос-Анджелесі, Каліфорнія. Зйомки завершилися в грудні 2019 року.

## Реліз
Реліз фільму відбувся 29 січня 2021 року.

## Сприйняття критиками
На сайті-агрегаторі рецензій Rotten Tomatoes фільм має 45 % «свіжості» на основі 259-и рецензій із середнім рейтингом 5,40/10. Критичний консенсус сайту стверджує: «Ретроспективний трилер з винятково добре підібраним акторським складом, „Дрібниці“ відчуватимуться дуже знайомими фанатам жанру — на радість і на горе». На Metacritic стрічка отримала 54 бали зі 100 на основі 48-и рецензій від кінокритиків, що свідчить про «змішані рецензії».